# 사랑과, 행복, 그리고 이별
〈사랑과, 행복, 그리고 이별〉은 이용이 1983년 발표한 가요이다.
이 곡의 원곡은 이탈리아 산레모 가요제 출전곡으로 Al Bano & Romina Power 의 부부가 듀엣으로 부른 Felicita(이탈리아어: 행복)라는 곡으로 우리나라에서 작사가 지명길이 번안해서 이용의 노래로 발표되었고 듀엣은 함중아와 양키스의 여성보컬 허윤정이 하였다.

## 참여 스텝
- 작사: Al Bano
- 개사: 지명길
- 작곡: Romina Power
- 편곡: 이용
- 원곡: Romina Power, Al Bano
- 리메이크: 이용(With deut: 허윤정)